# Corral de Almaguer
Corral de Almaguer è un comune spagnolo di 5 549 abitanti situato nella comunità autonoma di Castiglia-La Mancia.